# Horacio Álvarez Mesa
Horacio Álvarez Mesa (Avilés, 30 novembre 1881 – Avilés, luglio 1936) è stato uno scrittore e politico spagnolo.
Pubblicò articoli politici di tendenza liberale su diversi quotidiani di Aviles di cui fu anche Segretario comunale per breve tempo.

## Biografia
Horacio Álvarez Mesa Menendez, nato a Avilés il 30.11.1881, Asturie, Spagna, da Florentino Álvarez Mesa y Arroyo e da Carmen Menendez-Valdes Muñiz.
Avvocato, giornalista e politico liberale, seguace, con il padre e il fratello Virgilio, del partito del deputato Julián García San Miguel di cui condivisero entrambi le sorti politiche fino all'affermarsi in Aviles del deputato José María Pedregal. 

Fu anche segretario comunale della sua città dal primo maggio al 14 luglio del 1908 nel momento cruciale della lotta politica locale vertente sul tracciato della linea ferroviaria che si doveva allora realizzare..  

Fu Presidente della “Sociedad fundadora y protectora de la Escuela de Artes y Oficios de Aviles” dal 1911 al 1914.

Nel 1917 figura nell'elenco dei contribuenti volontari per la fondazione del giornale El Progreso de Asturias fondato il 6 gennaio dello stesso anno dal professore di lingue Julián G. Orbón.

Horacio Álvarez Mesa collaborò nel settimanale di Avilés “El Adenlatado” fondato nel 1932 sempre dall'avilesino Julián G. Orbón.

Morì nel luglio del 1936 all'inizio della Guerra civile spagnola.